# جون ويلد بيك الثاني
جون ويلد بيك الثاني (بالإنجليزية: John Weld Peck II)‏ هو قاضي ومحامي أمريكي، ولد في 23 يونيو 1913 في سينسيناتي في الولايات المتحدة، وتوفي بنفس المكان في 7 سبتمبر 1993.